# Maroua Gueham
Maroua Gueham, née le 3 septembre 2002, est une escrimeuse algérienne.

## Carrière
Maroua Gueham est médaillée de bronze en épée individuelle aux Jeux africains de la jeunesse de 2018 à Alger et médaillée de bronze par équipes aux Championnats d'Afrique d'escrime 2018 à Tunis.
Elle remporte la médaille de bronze en épée par équipes aux Championnats d'Afrique d'escrime 2022 à Casablanca.